# Power Macintosh Upgrade Card

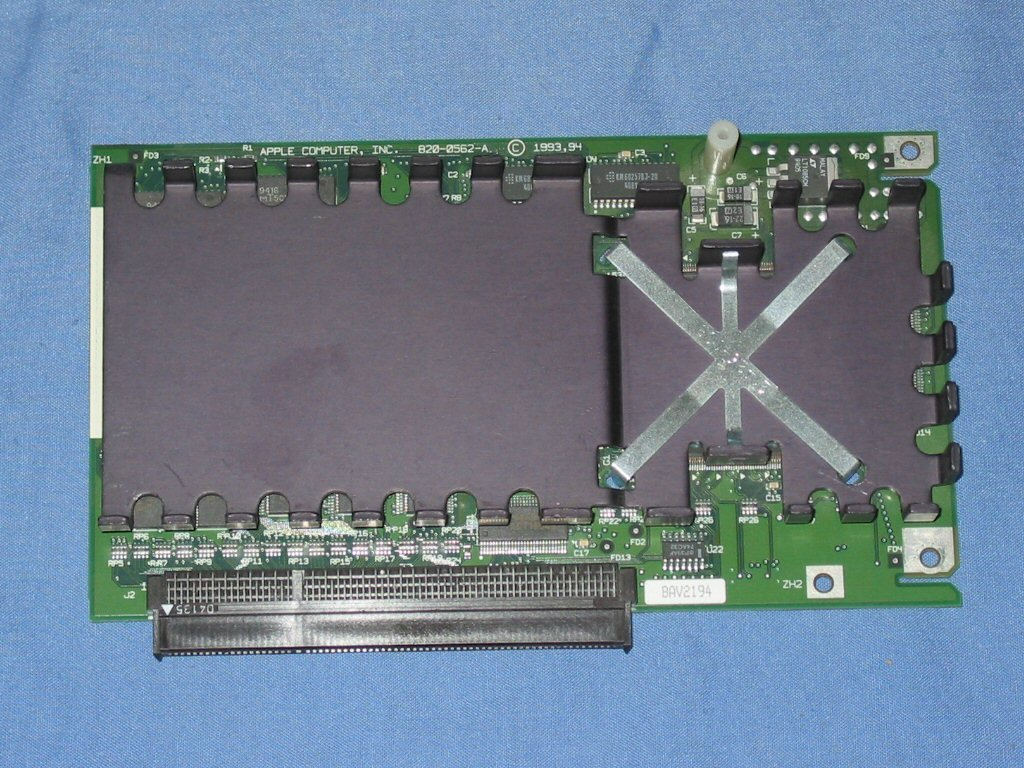
Power Macintosh Upgrade Card

De Power Macintosh Upgrade Card (codenaam STP) is een processor-upgradekaart die door Apple Computer aangeboden werd voor een aantal van zijn op Motorola 68040-gebaseerde Macintosh Centris- en Quadra-modellen. De kaart bevat een PowerPC 601-processor en past in het Processor Direct Slot (PDS) van de machines.

## Historiek
In 1994 kwamen de eerste Power Macintosh-systemen met een PowerPC-processor op de markt. Daarbij had Apple ook aangekondigd dat het voor verschillende Macintosh-modellen een upgrade van het moederbord zou uitbrengen om ze om te bouwen tot Power Macintosh. Dit aanbod was echter beperkt tot Macintosh-modellen die dezelfde behuizing gebruikten als een van de nieuwe Power Macintosh-modellen.
Omdat een upgrade van het moederbord voor gebruikers een dure investering was, startte Apple in juli 1993 met een afzonderlijk PowerPC-upgradeproject met de bedoeling een zo goedkoop mogelijke PowerPC-upgrade te maken. De Power Macintosh Upgrade Card leverde alleen de hardware die absoluut noodzakelijk was om een bestaande 68040-gebaseerde Macintosh een Power Macintosh te laten worden. Hiermee wou Apple er voor zorgen dat er voldoende PowerPC Macs zouden zijn om ontwikkelaars ervan te overtuigen dat het de moeite waard was om hun applicaties te converteren naar PowerPC-code of om nieuwe applicaties specifiek voor PowerPC te ontwikkelen.
Deze oplossing was bovendien ideaal voor bezitters van de Quadra 700, 900 en 950, die niet de mogelijkheid hadden om een upgrade van het moederbord te laten uitvoeren omdat deze machines hun behuizing niet deelden met een Power Macintosh.

## Ontwerp
De Power Macintosh Upgrade Card bevatte een PowerPC 601-processor en paste in het "Quadra" PDS-slot van de computer. De upgradekaart maakte gebruik van "clock-doubling", een techniek waarbij de PowerPC 601-processor op tweemaal de bussnelheid van het moederbord werkt. Dit maakte het mogelijk om de upgradekaart in een breder scala aan 68040 Macs te gebruiken. De prestaties van een Macintosh met upgradekaart zouden met een factor twee tot vier kunnen toenemen bij gebruik van applicaties die specifiek voor PowerPC geschreven zijn.
Om de kostprijs te drukken bevatte de kaart geen eigen geheugen maar gebruikte het RAM-geheugen op het moederbord. Een nadeel daarvan was dat wanneer de PowerPC-processor gegevens of instructies uit het RAM-geheugen moest ophalen, die informatie via de bus van de Mac moest passeren en een conversie moest ondergaan. Dit was veel langzamer dan wanneer er directe toegang zou geweest zijn tot RAM-geheugen rechtstreeks op de upgradekaart. Om dit probleem enigszins te verhelpen had Apple 1 MB level2-cache SRAM op de upgradekaart toegevoegd, wat een groot deel van de tijd moest goedmaken die verloren kon gaan aan busvertaling.
Verder had de kaart ook geen eigen connectoren of andere interfaces, de kaart maakte gebruik van alle poorten die op de Macintosh aanwezig waren.
Omdat de 68040-processor en de PowerPC-processor beide gebruik maakten van het RAM-geheugen op het moederbord, konden ze niet tezelfdertijd gebruikt worden. Via een Mac OS  controlepaneel moest de gebruiker kiezen of de computer opstartte in zijn oorspronkelijke 68040-configuratie of als een PowerPC-computer.

## Ondersteunde modellen
De Power Macintosh Upgrade Card ondersteunde alle 68040 Macintosh-modellen die uitgerust waren met een "Quadra" Processor Direct Slot. Voor de Centris/Quadra 610 moest een speciale adapter gebruikt worden.
Om de kaart te kunnen gebruiken moesten de computers over minstens 8 MB RAM beschikken en minstens System 7.1.2 draaien.
Op een 68040-gebaseerde Macintosh konden systeemversies tot Mac OS 8.1 geïnstalleerd worden. Met de upgradekaart kon de machine tot Mac OS 9.1 draaien, maar alleen als de kaart continu in gebruik was. Wanneer de kaart uitgeschakeld werd gaf de machine bij het opstarten een "Sad Mac"-logo weer omdat nieuwere versies van Mac OS niet compatibel waren met 68k-processoren. De upgradekaart werkte alleen tot Mac OS 9.1, aangezien vanaf 9.2 minimaal een G3-processor vereist was.
Ondersteunde modellen:
- Centris 610 @ 40 MHz (met speciale adapter)
- Quadra 610 @ 50 MHz (met speciale adapter)
- Centris 650, Quadra 700 en 900 @ 50 MHz
- Quadra 650, 800 en 950 @ 66 Mhz

## Andere PowerPC upgradekaarten

### Macintosh Processor Upgrade Kit
De Power Macintosh Upgrade Card kon alleen gebruikt worden in 68040-gebaseerde Macintoshes die een "Quadra" PDS-slot hadden. De kaart was niet compatibel met de instapmodellen van de LC- en Performa-reeksen met een 68LC040-processor omdat deze modellen over een ander type PDS-slot beschikten.
Om ook van deze 68LC040-gebaseerde modellen een Power Macintosh te maken werkte Apple samen met Daystar  Digital om een Macintosh Processer Upgrade Kit te ontwikkelen. Dit was een ander type upgradekaart dat ook voorzien was van een PowerPC 601-processor. Deze kaart vergde een ingewikkelde installatieprocedure die door een ervaren Apple-technicus moest uitgevoerd worden. Eerst werd de 68LC040-processor van het moederbord verwijderd om vervolgens naast de PowerPC-processor op de upgradekaart gemonteerd te worden. Daarna werd de upgradekaart in de CPU-socket op het moederbord geïnstalleerd. Om de kaart te kunnen gebruiken was minstens System 7.5 vereist.
Een belangrijk nadeel van deze upgradekaart was dat na installatie het PDS-slot van de computer deels afgedekt werd, waardoor het niet langer mogelijk was om PDS-kaarten zoals een Ethernet-kaart of een Apple IIe Card te gebruiken.
Ondersteunde modellen:
- Quadra 605, LC 475, Performa 470-reeks @ 50 MHz
- Quadra 630, LC 630, Performa 630-reeks @ 66 MHz
- LC 575, LC 580, Performa 570- en 580-reeks @ 66 MHz

### DayStar Turbo 601
De DayStar Turbo 601 was een upgradekaart met een 66 MHz PowerPC 601-processor en 256 kB level2-cache die rechtstreeks in het "IIci" PDS-slot van een 68030-gebaseerde Macintosh kon gestoken worden. Ook deze kaart vereiste minstens System 7.5 en kon in- en uitgeschakeld worden via een Mac OS controlepaneel.
Ondersteunde modellen:
- Macintosh IIci
- Macintosh IIsi
- Macintosh IIvx, IIvi, Performa 600

### DayStar PowerCard 601
De DayStar PowerCard 601-50/66 was identiek aan de Macintosh Processor Upgrade Kit van Apple. In tegenstelling tot de upgradekaart van Apple moesten gebruikers de DayStar-kaart zelf installeren aan de hand van de doe-het-zelf-instructies die bij de kaart zaten. Daarnaast bood DayStar ook een DayStar PowerCard 601/100 aan die 100 MHz bereikte. Deze kaart werd later ook door Sonnet Technologies aangeboden als de Sonnet Presto PPC 605.
Ondersteunde modellen:
- DayStar PowerCard 601-50/66
  - Quadra 605, LC 475, Performa 470-reeks @ 50 MHz
  - Quadra 630, LC 630, Performa 630-reeks @ 66 MHz
  - LC 575, LC 580, Performa 570- en 580-reeks @ 66 MHz
- Daystar PowerCard 601/100
  - Quadra 605, Quadra 630, LC 475, LC 575, LC 580, LC 630, Performa 470-, 570- en 580-en 630-reeks @ 100 MHz

### DayStar PowerPro 601
De DayStar PowerPro 601 was een upgradekaart met een PowerPC 601-processor, een Power Macintosh ROM en 1 MB level2-cache. Deze kaart ondersteunde alle Macintosh Quadra-modellen die uitgerust waren met een "Quadra" Processor Direct Slot. Voor de Centris/Quadra 610 was een speciale adapter nodig. Net als de Power Macintosh Upgrade Card van Apple moest ook deze kaart in het PDS-slot van de machine gestoken worden, waarna de kaart geactiveerd kon worden via een Mac OS controlepaneel. Om de kaart te kunnen gebruiken was minstens System 7.5 vereist. Deze kaart werd later ook door Sonnet Technologies aangeboden als de Sonnet Presto PPC.
Daarnaast bood DayStar ook een DayStar PowerPro 601 with RAM expansion-kaart aan. Deze kaart had dezelfde eigenschappen als de standaard PowerPro 601-kaart maar had daarenboven nog vier 72-pin SIMM-sleuven om tot 128 MB RAM toe te voegen aan de computer. Dit extra geheugen werd toegevoegd aan het bestaande geheugen op het moederbord en kon zowel in 68040-mode als in PowerPC-mode gebruikt worden. Wanneer de computer in PowerPC-mode opgestart werd kon de PowerPC-processor dit geheugen aanspreken via een 64-bit databus (het geheugen op het moederbord van de computer was uitsluitend bereikbaar via een 32-bit databus), wat betere processor- en systeemprestaties opleverde. De Quadra 650 en 800 gebruikten al 72-pin SIMM's op het moederbord, bij deze modellen was het dus interessant om SIMM's naar de PowerPro 601-kaart te verhuizen om maximaal te kunnen profiteren van de 64-bit architectuur van de PowerPC.
Ondersteunde modellen:
- DayStar PowerPro 601
  - Centris 650, Quadra 650, 700, 800, 900, 950
  - Centris 610, Quadra 610 (met speciale adapter)
- DayStar PowerPro 601 with RAM expansion
  - Centris 650, Quadra 650, 700, 800, 900, 950